# Théorème de la divergence
En analyse vectorielle, le théorème de la divergence (également appelé théorème de Gauss-Ostrogradski ou théorème de flux-divergence), affirme l'égalité entre l'intégrale de la divergence d'un champ vectoriel sur un volume dans {\displaystyle \mathbb {R} ^{3}} et le flux de ce champ à travers la frontière du volume (qui est une intégrale de surface).
L'égalité est la suivante :
où :
- {\displaystyle {\mathcal {V}}\,} est le volume ;
- {\displaystyle \partial {\mathcal {V}}\,} est la frontière de {\displaystyle {\mathcal {V}}}
- {\displaystyle {\rm {d}}{\overrightarrow {S}}} est le vecteur normal à la surface, dirigé vers l'extérieur et de norme égale à l'élément de surface qu'il représente
- {\displaystyle {\overrightarrow {F}}} est continûment dérivable en tout point de {\displaystyle {\mathcal {V}}} ;
- {\displaystyle {\overrightarrow {\nabla }}} est l'opérateur nabla ; {\displaystyle {\overrightarrow {\nabla }}\cdot {\overrightarrow {F}}=\mathrm {div} \ {\overrightarrow {F}}} (valable uniquement en coordonnées cartésiennes).

Ce théorème découle du théorème de Stokes qui, lui-même, généralise le second théorème fondamental de l'analyse.

## Interprétation physique
C'est un résultat important en physique mathématique, en particulier en électrostatique et en dynamique des fluides, où ce théorème reflète une loi de conservation. Selon son signe, la divergence exprime la dispersion ou la concentration d’une grandeur (telle une masse par exemple) et le théorème précédent indique qu’une dispersion au sein d’un volume s’accompagne nécessairement d’un flux total équivalent sortant de sa frontière.
Ce théorème permet notamment de retrouver la version intégrale du théorème de Gauss en électromagnétisme à partir de l'équation de Maxwell-Gauss :
{\displaystyle \mathrm {div} \ {\overrightarrow {E}}\ =\ {\frac {\rho }{\varepsilon _{0}}}.}

## Autres relations
Ce théorème permet de déduire certaines formules utiles du calcul vectoriel. Dans les expressions ci-dessous, {\displaystyle {\overrightarrow {\nabla }}\cdot {\overrightarrow {F}}=\mathrm {div} \,{\overrightarrow {F}},\,{\overrightarrow {\nabla }}g={\overrightarrow {\mathrm {grad} }}\,g\,,{\overrightarrow {\nabla }}\wedge {\overrightarrow {F}}={\overrightarrow {\mathrm {rot} }}\,{\overrightarrow {F}}\,} :
{\displaystyle \int \!\!\!\!\!\int \!\!\!\!\!\int _{\mathcal {V}}\left({\overrightarrow {F}}\cdot {\overrightarrow {\nabla }}g+g\left({\overrightarrow {\nabla }}\cdot {\overrightarrow {F}}\right)\right){\rm {d}}V=\int \!\!\!\!\!\!\!\subset \!\!\!\supset \!\!\!\!\!\!\!\int _{\partial {\mathcal {V}}}g{\overrightarrow {F}}\cdot {\rm {d}}{\overrightarrow {S}},}
{\displaystyle \int \!\!\!\!\!\int \!\!\!\!\!\int _{\mathcal {V}}{\overrightarrow {\nabla }}g\,{\rm {d}}V=\int \!\!\!\!\!\!\!\subset \!\!\!\supset \!\!\!\!\!\!\!\int _{\partial {\mathcal {V}}}g\,{\rm {d}}{\overrightarrow {S}},}
{\displaystyle \int \!\!\!\!\!\int \!\!\!\!\!\int _{\mathcal {V}}\left({\overrightarrow {G}}\cdot \left({\overrightarrow {\nabla }}\wedge {\overrightarrow {F}}\right)-{\overrightarrow {F}}\cdot \left({\overrightarrow {\nabla }}\wedge {\overrightarrow {G}}\right)\right){\rm {d}}V=\int \!\!\!\!\!\!\!\subset \!\!\!\supset \!\!\!\!\!\!\!\int _{\partial {\mathcal {V}}}\left({\overrightarrow {F}}\wedge {\overrightarrow {G}}\right)\cdot {\rm {d}}{\overrightarrow {S}},}
{\displaystyle \int \!\!\!\!\!\int \!\!\!\!\!\int _{\mathcal {V}}{\overrightarrow {\nabla }}\wedge {\overrightarrow {F}}{\rm {d}}V=\int \!\!\!\!\!\!\!\subset \!\!\!\supset \!\!\!\!\!\!\!\int _{\partial {\mathcal {V}}}{\rm {d}}{\overrightarrow {S}}\wedge {\overrightarrow {F}},}
{\displaystyle \int \!\!\!\!\!\int \!\!\!\!\!\int _{\mathcal {V}}\left(f{\overrightarrow {\nabla }}^{2}g+{\overrightarrow {\nabla }}f\cdot {\overrightarrow {\nabla }}g\right){\rm {d}}V=\int \!\!\!\!\!\!\!\subset \!\!\!\supset \!\!\!\!\!\!\!\int _{\partial {\mathcal {V}}}f{\overrightarrow {\nabla }}g\cdot {\rm {d}}{\overrightarrow {S}}.}
En particulier, ces formules sont exploitées pour obtenir des formulations faibles associées à des problèmes aux dérivées partielles.